# Свебилиус, Олаф
Олаф Свебилиус (Олаус-Георгий Свебелиус) (1624—1700) — шведский подданный, доктор богословия, придворный проповедник короля Карла XI, архиепископ Уппсальский и примас Швеции.
Единственный сын Йорана (Георга) Эрикссона (1588—1669), фохта замка Сёдермёре и матери Ингеборы (1596—1672), дочери Ларса, внук родоначальника рода баронов и графов Адлерберг.

## Биография
Родился 1 января 1624 года. Магистр богословия (1664). Придворный проповедник короля Карла XI (1668). Главный придворный проповедник и обер-пастор Стокгольмского собора (1671). Доктор богословия (1675). Епископ Линчёпингский (1678). Архиепископ Уппсальский и примас Швеции (1681).
Скончался 29 июня 1700 в Уппсале, где и погребён в Кафедральном соборе.

## Семья
Жена: Елизавета Гилленадлер (1639—1680) — женаты (с 3 октября 1658 года), дочь епископа Линчёпингского. Их дети возведены королём Карлом XI, в потомственное дворянское достоинство королевства Шведского (4 августа 1684), под фамилией Адлерберг.
Дети:
- Адлерберг Самуил (1660—1702) — асессор Готландского гофгерихта, владел имением Вердер в Эстляндии, женат на графине Доротеи-Беата Дальберг (1670—1712), дочь шведского фельдмаршала Эрика Дальберг.
- Адлерберг Йоран (Георг) (1662—1706) — майор шведской службы в лейб-гвардии конном полку, убит в Саксонии (26 декабря 1706).
- Адлерберг Иоанн (1671—1740) — советник шведского государственного гофгерихта (1728—1736).
- Адлерберг Маргарита (1659—1688) — жена (с 1675) епископа Весстеросского, Карла Карльсона.
- Адлерберг Елена (1666—1742) — жената дважды: за магистром богословия (с 1683) супер-интендантом в Кастаде, Ионою Арнель. Во 2-м браке (с 1709) за стокгольмским бургомистром Акселем Аулэвиллем.
- Адлерберг Елизавета (1674—1751) — жена Лундского епископа, Ионы Линнериусом.
- Адлерберг Анна-Мария (1677—1733) — жена (с 1697) профессора богословия в Уппсале, обер-пастора Иоанна Кронстедт.